# Кайсевич, Иероним
Иероним Кайсевич  (пол. Hieronim Kajsiewicz, 7 декабря 1812 г., Литва — 1873 г., Франция) — польский религиозный писатель, католический священник, наряду с Богданом Яньским считается одним из основателей мужской монашеской католической организации «Конгрегация Воскресения Иисуса Христа».

## Биография
Родился 7 декабря 1812 года в бедной польской дворянской семье. Учился в Варшавском университете на факультете права и литературы, который не закончил. Иероним Кайсевич участвовал в польском восстании 1830 года, после чего эмигрировал во Францию. Познакомился в Париже с Богданом Яньским, основавшим так называемый Дом Яньского, Иероним Кайсевич стал его последователем. Богдан Яньский послал Иеронима Кайсевича и Петра Семененко в Рим, чтобы там основать ещё один подобный дом и дать им богословское образование. После получения теологического образования в Риме, в 1841 году Иероним Кайсевич был рукоположен в священника. В 1842 году Иероним Кайсевич принял монашеские обеты вместе с другими четырьмя священниками, положив основание новой монашеской конгрегации, которая стала называться «Конгрегация Воскресения Иисуса Христа». Иероним Кайсевич был исповедником польского поэта и живописца Циприана Камиля Норвида. В 1857 году Иероним Кайсевич вместе с Марцелиной Даровской и святым Августином Рошелли основал женскую католическую монашескую конгрегацию «Сёстры Непорочного зачатия Пресвятой Девы Марии».
В 1873 году Иероним Кайсевич умер от внезапного сердечного приступа.

## Творческая деятельность
Сочинения Иеронима Кайсевича печатались в польских периодических изданиях «Przegląd Poznański», «Tygodnik Katolicki», «Głos Kapłański». В 1845 году был издан первый сборник его проповедей. В конце своей жизни Иероним Кайсевич опубликовал три тома своих сочинений под названиями:  «Повседневные проповеди», «Повседневные беседы. Некрологи. Биография блаженного Андрея Боболи», «Размышления, письма из путешествий. Дневник конгрегации».